# Campo Maior, Bồ Đào Nha
Campo Maior là một huyện thuộc tỉnh Portalegre, Bồ Đào Nha. Huyện này có diện tích 247 km², dân số thời điểm năm 2001 là 8387 người.